# Proceratophrys bigibbosa
Proceratophrys bigibbosa là một loài ếch thuộc họ Leptodactylidae.
Loài này có ở Argentina và Brasil.
Môi trường sống tự nhiên của chúng là rừng ẩm vùng đất thấp nhiệt đới hoặc cận nhiệt đới và sông ngòi.
Chúng hiện đang bị đe dọa vì mất môi trường sống.

## Hình ảnh

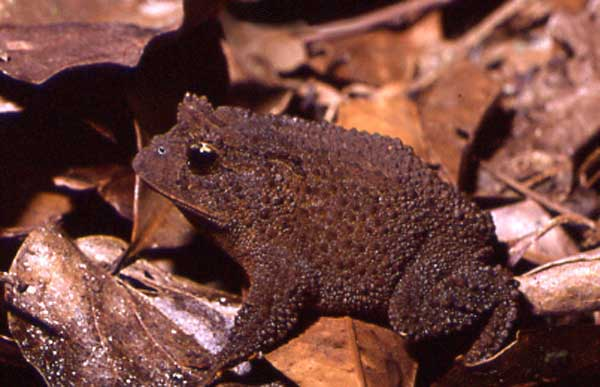